# Campionato europeo femminile di pallacanestro 1978
Il 16º Campionato Europeo Femminile di Pallacanestro FIBA si è svolto in Polonia dal 20 al 30 maggio 1978.

## Squadre partecipanti
- Unione Sovietica
- Cecoslovacchia
- Italia
- Ungheria
- Bulgaria
- Romania
- Francia

- Jugoslavia
- Polonia
- Germania Ovest
- Paesi Bassi
- Spagna
- Svezia

## Risultati

### Turno preliminare

#### Gruppo A
| Team                | V - P | Pts | PF - PS   | +/-  |
| ------------------- | ----- | --- | --------- | ---- |
| 1. Unione Sovietica | 3 - 0 | 6   | 328 - 194 | +134 |
| 2. Francia          | 2 - 1 | 5   | 205 - 238 | -33  |
| 3. Romania          | 1 - 2 | 4   | 206 - 227 | -21  |
| 4. Germania Ovest   | 0 - 3 | 3   | 167 - 247 | -80  |

| 20 maggio 1978, ore 17:00 UTC+1 | Romania | 69 – 56 (35-31) | Germania Ovest |  |

| 20 maggio 1978, ore 18:45 UTC+1 | Francia | 73 – 111 (39-49) | Unione Sovietica |  |

| 21 maggio 1978, ore 17:00 UTC+1 | Unione Sovietica | 120 – 57 (63-20) | Germania Ovest |  |

| 21 maggio 1978, ore 18:45 UTC+1 | Francia | 74 – 73 (41-40) | Romania |  |

| 22 maggio 1978, ore 16:00 UTC+1 | Germania Ovest | 54 – 58 (31-30) | Francia |  |

| 22 maggio 1978, ore 17:45 UTC+1 | Romania | 64 – 97 (32-61) | Unione Sovietica |  |

#### Gruppo B
| Team        | V - P | Pts | PF - PS   | +/- |
| ----------- | ----- | --- | --------- | --- |
| 1. Ungheria | 3 - 0 | 6   | 220 - 207 | +13 |
| 2. Bulgaria | 2 - 1 | 5   | 253 - 193 | +60 |
| 3. Italia   | 1 - 2 | 4   | 182 - 214 | -32 |
| 4. Spagna   | 0 - 3 | 3   | 194 - 235 | -41 |

| 20 maggio 1978, ore 17:15 UTC+1 | Spagna | 61 – 66 (30-29) | Italia |  |

| 20 maggio 1978, ore 19:00 UTC+1 | Ungheria | 77 – 74 (36-27) | Bulgaria |  |

| 21 maggio 1978, ore 16:00 UTC+1 | Bulgaria | 90 – 61 (43-36) | Spagna |  |

| 21 maggio 1978, ore 18:00 UTC+1 | Ungheria | 64 – 61 (30-28) | Italia |  |

| 22 maggio 1978, ore 16:00 UTC+1 | Ungheria | 79 – 72 (38-33, 68-68) | Spagna |  |

| 22 maggio 1978, ore 18:00 UTC+1 | Bulgaria | 89 – 55 (42-33) | Italia |  |

#### Gruppo C
| Team              | V - P | Pts | PF - PS   | +/- |
| ----------------- | ----- | --- | --------- | --- |
| 1. Jugoslavia     | 3 - 0 | 6   | 249 - 196 | +53 |
| 2. Cecoslovacchia | 2 - 1 | 5   | 209 - 179 | +30 |
| 3. Paesi Bassi    | 1 - 2 | 4   | 184 - 196 | -12 |
| 4. Svezia         | 0 - 3 | 3   | 186 - 257 | -71 |

| 20 maggio 1978, ore 17:00 UTC+1 | Cecoslovacchia | 62 – 45 (37-32) | Paesi Bassi |  |

| 20 maggio 1978, ore 18:45 UTC+1 | Jugoslavia | 99 – 68 (46-33) | Svezia |  |

| 21 maggio 1978, ore 17:00 UTC+1 | Paesi Bassi | 64 – 69 (26-34) | Jugoslavia |  |

| 21 maggio 1978, ore 18:45 UTC+1 | Cecoslovacchia | 83 – 53 (52-18) | Svezia |  |

| 22 maggio 1978, ore 16:00 UTC+1 | Svezia | 65 – 75 (36-42) | Paesi Bassi |  |

| 22 maggio 1978, ore 17:45 UTC+1 | Cecoslovacchia | 64 – 81 (38-34) | Jugoslavia |  |

### Fase finale

#### Classificazione 1º-7º posto
| Team                | V - P | Pts | PF - PS   | +/-  |
| ------------------- | ----- | --- | --------- | ---- |
| 1. Unione Sovietica | 6 - 0 | 12  | 606 - 413 | +193 |
| 2. Jugoslavia       | 4 - 2 | 10  | 460 - 481 | -21  |
| 3. Cecoslovacchia   | 4 - 2 | 10  | 454 - 442 | +12  |
| 4. Francia          | 3 - 3 | 9   | 436 - 464 | -28  |
| 5. Polonia          | 2 - 4 | 8   | 403 - 439 | -36  |
| 6. Ungheria         | 1 - 5 | 7   | 432 - 507 | -75  |
| 7. Bulgaria         | 1 - 5 | 7   | 460 - 505 | -45  |

| 24 maggio 1978, ore 16:00 UTC+1 | Cecoslovacchia | 80 – 68 (39-36) | Ungheria |  |

| 24 maggio 1978, ore 17:45 UTC+1 | Francia | 73 – 70 (30-29) | Polonia |  |

| 24 maggio 1978, ore 19:30 UTC+1 | Bulgaria | 63 – 89 (33-46) | Unione Sovietica |  |

| 25 maggio 1978, ore 16:00 UTC+1 | Bulgaria | 63 – 77 (34-33) | Francia |  |

| 25 maggio 1978, ore 17:45 UTC+1 | Cecoslovacchia | 77 – 64 (33-35) | Polonia |  |

| 25 maggio 1978, ore 19:30 UTC+1 | Unione Sovietica | 116 – 78 (67-34) | Jugoslavia |  |

| 26 maggio 1978, ore 16:00 UTC+1 | Unione Sovietica | 92 – 70 (48-30) | Cecoslovacchia |  |

| 26 maggio 1978, ore 17:45 UTC+1 | Bulgaria | 102 – 76 (53-43) | Polonia |  |

| 26 maggio 1978, ore 19:30 UTC+1 | Ungheria | 79 – 86 (33-42) | Jugoslavia |  |

| 28 maggio 1978, ore 16:00 UTC+1 | Polonia | 57 – 79 (26-39) | Unione Sovietica |  |

| 28 maggio 1978, ore 17:45 UTC+1 | Francia | 78 – 72 (35-41) | Ungheria |  |

| 28 maggio 1978, ore 19:30 UTC+1 | Jugoslavia | 90 – 87 (43-47) | Bulgaria |  |

| 29 maggio 1978, ore 16:00 UTC+1 | Jugoslavia | 81 – 69 (44-28) | Francia |  |

| 29 maggio 1978, ore 17:45 UTC+1 | Polonia | 70 – 64 (31-30) | Ungheria |  |

| 29 maggio 1978, ore 19:30 UTC+1 | Cecoslovacchia | 96 – 71 (52-41) | Bulgaria |  |

| 30 maggio 1978, ore 16:00 UTC+1 | Francia | 66 – 67 (31-30) | Cecoslovacchia |  |

| 30 maggio 1978, ore 17:45 UTC+1 | Unione Sovietica | 119 – 72 (60-48) | Ungheria |  |

| 30 maggio 1978, ore 19:30 UTC+1 | Polonia | 66 – 44 (35-22) | Jugoslavia |  |

#### Classificazione 8º-13º posto
| Team              | V - P | Pts | PF - PS   | +/-  |
| ----------------- | ----- | --- | --------- | ---- |
| 1. Romania        | 5 - 0 | 10  | 358 - 315 | +43  |
| 2. Italia         | 3 - 2 | 8   | 378 - 324 | +54  |
| 3. Paesi Bassi    | 3 - 2 | 8   | 327 - 326 | +1   |
| 4. Spagna         | 2 - 3 | 7   | 347 - 327 | +20  |
| 5. Germania Ovest | 2 - 3 | 7   | 307 - 311 | −4   |
| 6. Svezia         | 0 - 5 | 5   | 307 - 421 | −114 |

| 24 maggio 1978, ore 10:00 UTC+1 | Germania Ovest | 75 – 58 (35-33) | Svezia |  |

| 24 maggio 1978, ore 11:45 UTC+1 | Romania | 64 – 63 (37-34) | Spagna |  |

| 25 maggio 1978, ore 10:00 UTC+1 | Svezia | 58 – 82 (28-42) | Romania |  |

| 25 maggio 1978, ore 11:45 UTC+1 | Italia | 79 – 61 (41-42) | Paesi Bassi |  |

| 26 maggio 1978, ore 10:00 UTC+1 | Italia | 62 – 66 (32-27) | Germania Ovest |  |

| 26 maggio 1978, ore 11:45 UTC+1 | Spagna | 65 – 71 (33-45) | Paesi Bassi |  |

| 28 maggio 1978, ore 10:00 UTC+1 | Romania | 71 – 69 (38-36) | Paesi Bassi |  |

| 28 maggio 1978, ore 11:45 UTC+1 | Svezia | 64 – 102 (23-55) | Italia |  |

| 29 maggio 1978, ore 10:00 UTC+1 | Germania Ovest | 64 – 71 (19-28) | Spagna |  |

| 29 maggio 1978, ore 11:45 UTC+1 | Romania | 72 – 69 (37-32) | Italia |  |

| 30 maggio 1978, ore 10:00 UTC+1 | Germania Ovest | 46 – 51 (21-27) | Paesi Bassi |  |

| 30 maggio 1978, ore 11:45 UTC+1 | Spagna | 87 – 62 (35-34) | Svezia |  |

## Classifica finale
| Campione d'Europa | Campione d'Europa | Campione d'Europa |
| --- | ----------------- | --- |
| Unione Sovietica4 Rupšienė, 5 Šarmaj, 6 Šulskytė, 7 Baryševa, 8 Ovečkina, 9 Šuvaeva, 10 Semënova, 11 Ovčinnikova, 12 Ferjabnikova, 13 Sucharnova, 14 Erofeeva, 15 Čausova, All. Lidija Alekseeva |                   | |
| Argento | Jugoslavia        | Jugoslavia4 Kutleša, 5 Veger, 6 Bušljeta, 7 Bjedov, 8 Mitić, 9 Guberinič, 10 Pekić, 11 Jovanović, 12 Đurković, 13 Milović, 14 Majstorović, 15 Stanojević, All. Borislav Ćorković                |
| Bronzo | Cecoslovacchia    | Cecoslovacchia4 Piršelová, 5 Bardoňová, 6 Menclová, 7 Nechvátalová, 8 Bartošová, 9 Ptáčková, 10 Kopecká, 11 Pošvářová, 12 Peklová, 13 Hojsáková, 14 Vrbková, 15 Třešňáková, All. Vladimír Heger |
| 4. | Francia           | Francia4 Sallois, 5 Malfois, 6 Guidotti, 7 Delmarle, 8 Sarabia, 9 Labille, 10 Joly, 11 Le Ray, 12 Maire, 13 Riffiod, 14 Quiblier, 15 Sainte-Croix, All. Jean-Paul Cormy                         |
| 5. | Polonia           | Polonia4 Kaluta, 5 Fromm, 6 Strumiłło, 7 Berniak, 8 Jóźwiak, 9 Linka, 10 Zagórska, 11 Bogdańska, 12 Gorzelana, 13 Biesiekierska, 14 Komorowska, 15 Wyka, All. Zygmunt Olesiewicz                |
| 6. | Ungheria          | Ungheria4 Gulyás, 5 Medgyesi, 6 Lerner, 7 Dalnoki, 8 Bácsa, 9 Tarkovács, 10 Szuchy, 11 Szabics, 12 Nagy, 13 Gajdán, 14 Jacsó, 15 Váczi, All. László Killik                                      |
| 7. | Bulgaria          | Bulgaria4 Golčeva, 5 Metodieva, 6 Vasileva, 7 Mihajlova, 8 Gjurova, 9 Getova, 10 Novkova, 11 Petrova, 12 Slavčeva, 13 M. Stojanova, 14 Kirilova, 15 P. Stojanova, All. Ivan Gălăbov             |
| 8. | Romania           | Romania4 Simionescu, 5 Armion, 6 Mihalik, 7 Duţă, 8 Leabu, 9 Székely, 10 Bădinici, 11 Azalos, 12 Filip, 13 Bira, 14 Borș, 15 Mate, All. -                                                       |
| 9. | Italia            | Italia4 Ciaccia, 5 Battistella, 6 Tonelli, 7 Apostoli, 8 Peri, 9 Sandon, 10 Rossi, 11 Timolati, 12 Guzzonato, 13 Cattelan, 14 Piancastelli, 15 Fasso, All. Claudio Vandoni                      |
| 10. | Paesi Bassi       | Paesi Bassi4 van der Meijs, 5 van Reemst, 6 Mulder, 7 de Liefde, 8 Klaassen, 9 Steenmetz, 10 Bosch, 11 de Ridder, 12 Maarschalkerweerd, 13 Posthumus, 14 Geurts, 15 Pountain, All. Jos Pelk     |
| 11. | Spagna            | Spagna4 Martínez, 5 Barnola, 6 Castillo, 7 R. Jiménez, 8 Liboreiro, 9 A. Jiménez, 10 García, 11 Bartrán, 12 Marín, 13 Suárez, 14 Rubiales, 15 Bengoa, All. José María Solá                      |
| 12. | Germania Ovest    | Germania Ovest4 Brandel, 5 Kortenbruck, 6 Schuck, 7 Füller, 8 Fledlin, 9 Beier, 11 Haenselt, 12 Berndt, 13 Heimerzheim, 14 Palzkill, 15 Kiesling, All. Klaus Greulich                           |
| 13. | Svezia            | Svezia4 Lundén, 5 Lindqvist, 6 Hamrin, 7 Feldreich, 8 Lagerback, 9 Boillin, 10 Berglund, 11 Lindahl, 12 Kumlin, 13 Andersen, 14 Lundh, 15 Wikner, All. -                                        |